# ゼイクス・モカエ
ゼイクス・モカエ（Zakes Makgona Mokae 1934年8月5日 - 2009年9月11日）は、南アフリカ連邦（現・南アフリカ共和国）・ヨハネスブルグ出身の俳優。黒人。
当時南アフリカで行なわれていたアパルトヘイトを逃れて1961年イギリスへ、次いで1969年アメリカ合衆国へと渡る。
1982年、アパルトヘイトをテーマにした舞台劇“Master Harold…and the Boys”でトニー賞を受賞した。
晩年はネバダ・シェイクスピア・アカデミーで演劇指導を行なった。
2009年9月11日、脳梗塞による合併症のため死去。75歳。

## 主な出演作品
- ダーリング Darling (1965) クレジットなし
- 危険な旅路 The Comedians (1967)
- ポンペイ殺人事件 Fragment of Fear (1970)
- アイランド The Island (1980)
- ロアーズ Roar (1981)
- ナイトライダー Knight Rider (1983)（シーズン2 #1「ツオンベ・クーナ」役）
- 遠い夜明け Cry Freedom (1987)
- ゾンビ伝説 The Serpent and the Rainbow (1988)
- 白く渇いた季節 A Dry White Season (1989)
- メディカル・レッスン 青春解剖学 Gross Anatomy (1989) 劇場未公開
- 晩秋 Dad (1989)
- レイジ・イン・ハーレム A Rage in Harlem (1991)
- ドクター The Doctor (1991) クレジットなし
- ボディ・パーツ Body Parts (1991)
- ダスト・デビル Dust Devil (1992)
- ザ・スローター/赤い迷宮 Slaughter of the Innocents (1993) 劇場未公開
- ヴァンパイア・イン・ブルックリン Vampire in Brooklyn (1995)
- アウトブレイク Outbreak (1995)
- ウォーターワールド Waterworld (1995)
- Xファイル The X-Files (1996) テレビドラマ、ゲスト出演
- ドクター・ジャガバンドー Krippendorf's Tribe (1996) 劇場未公開
- OZ/オズ Oz (1998) テレビドラマ、ゲスト出演
- ザ・ホワイトハウス The West Wing (2000) テレビドラマ、ゲスト出演
- 名探偵モンク Monk (2002) テレビドラマ、ゲスト出演